# Lewis Pagé
Pour les articles homonymes, voir Pagé.
Lewis Pagé, né le 21 juillet 1931 à Saint-Martin et mort le 23 février 2007 à Québec, est un sculpteur québécois.
Oscillant entre le figuratif et l'impressionnisme, Pagé, comme il a toujours signé ses œuvres, voit ces deux sources comme indissociables dans sa démarche.

## Biographie
Lewis Pagé a consacré plus de quarante-cinq ans de sa vie à la sculpture. Il a plongé corps et âme dans ce métier et, avec le temps, a développé ses manières et façons.
Désireux de s’exprimer avec le bronze (les fonderies d'art sont inexistantes au Québec), il suivra des cours et réalisera des voyages pour finalement monter sa fonderie d’art privée dans la ville de Québec en 1968. Par la suite, il collaborera avec enthousiasme au démarrage des fonderies d’art commerciales d’Inverness.
Il passera les dernières années de sa vie installé à la campagne, près des fonderies.
Pagé conjugue le figuratif, tantôt il s’en approche, tantôt il le modifie, au besoin il l’invente dans son désir de chanter le Québec, lui dire  «je t’aime ».

## Formation professionnelle
- 1948-1952 : École technique de Québec
- 1957-1961 : École des beaux-arts de Québec
- 1961-1962 : Stages, carrière de granit de Saint-Sébastien, Québec
- 1967 : Formation en fonderie d'art, Center for Continuing Education, Ontario
- 1974 : Stages en fonderie d'art, Genève
- 1975 : Voyage d'études en fonderie d'art, New York
- 1982 : Voyages d'étude, Santa Fe, Washington

## Principales réalisations

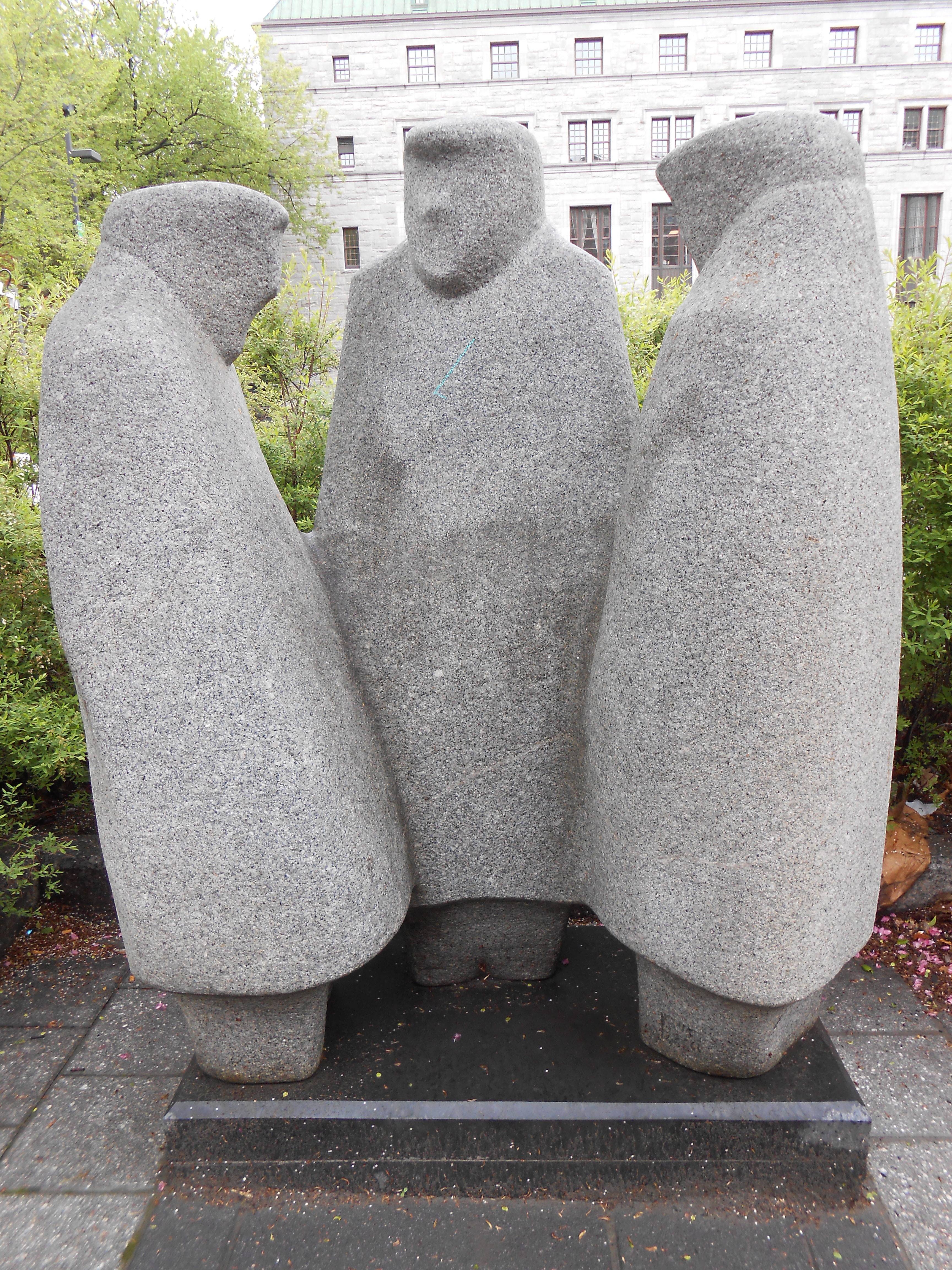
Colloque, sculpture en granit réalisée en 1965, devant le Ministère de la Culture et des Communications, au 225, Grande Allée Est

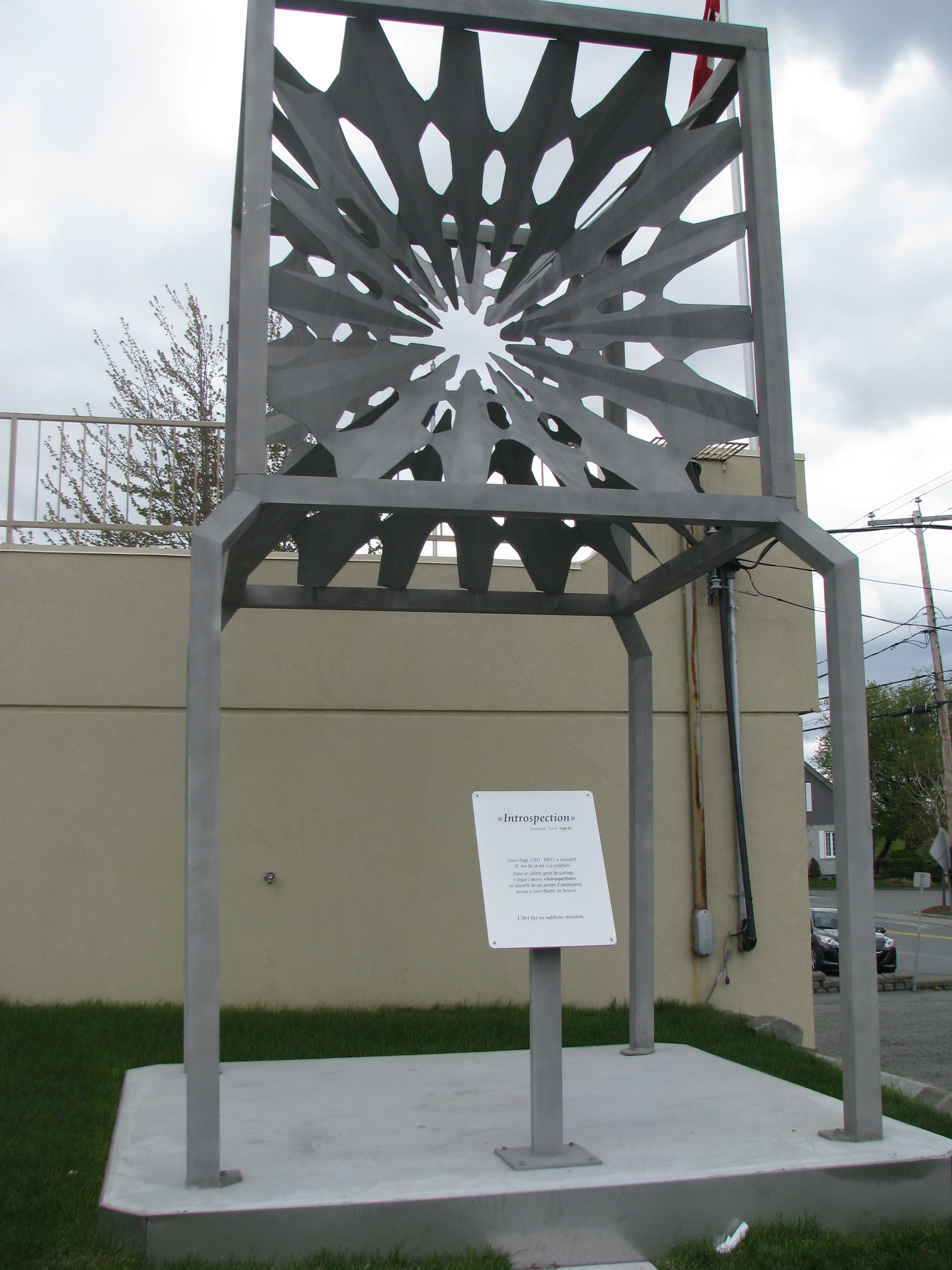
Introspection, installée à Saint-Martin,

- 1963 : Basilique Sainte-Anne-de-Beaupré : douze chapiteaux historiés des bas-côtés, pierre indiana
- 1963 : Ville de Québec, église Saint-Yves : maître-autel, ambon, autel latéral et chandeliers, granit
- 1969 : Ville de Québec, Colloque, trois statues en conversation au 225, Grande Allée Est à Québec près de l'édifice du Ministère de la Culture et des Communications du Québec.
- 1972 : Sainte-Foy, édifice Décary : Étude en sol, granit et fonte (2 m de hauteur)
- 1972 : Réalisation de la Dispute philosophique, béton (1,5 m de hauteur) placée sur le terrain du Grand Théâtre de Québec[4]
- 1970 : Osaka, exposition universelle (Pavillon du Québec) : Famille assise, acier (3 m de hauteur)[5]
- 1973 : Valcourt, édifice Bombardier : Initiative, acier (1 m de hauteur)
- 1979 : Lévis, édifice de l'Union régionale de Québec des caisses populaires Desjardins : Trécarré, aluminium (2,2 m de hauteur)
- 1980 : Péribonka, Aménagements Maria Chapdeleine : buste de Louis Hémon, bronze sur granit
- 1984 : Sillery, La fondation de la statue Marie-Immaculée : Marie-Immaculée, granit (9,3 m de hauteur)
- 1992 : Ville de Québec, rond-point du Mesnil : Corps et Âme, aluminium (7,5 m de hauteur)
- 2007 : Ville de Québec, La petite liseuse : statue au 755, Rue Saint-Jean  devant la Bibliothèque Claire-Martin.

## Hommages
- Une plaque "Ici vécut" de la ville de Québec est présente au 659 rue Richelieu, en son honneur, pour indiquer son ancien lieu de résidence.